# Sanna Lundell
Sanna Cecilia Lundell, född 6 november 1978 i Åre, är en svensk journalist och bloggare.

## Biografi
Lundell har studerat religionsvetenskap och islamologi, och gått på Poppius journalistskola. Som frilansare har hon arbetat för Mama, M-Magasin, Hennes och Aftonbladet. 2009 fick hon Vecko-Revyns utmärkelse Guldpennan 2009 och utsågs till Årets Mamma av Mama. Vid den här tiden lästes hennes blogg av 30 000 läsare per vecka.  
I början på 2010-talet arbetade hon med program på TV3, däribland Sanning och konsekvens med Robert Aschberg och Stalkers med Hasse Aro. Det senare blev Kristallen-vinnare 2013 för Årets fakta- och aktualitetsprogram. Hon har också programlett SVT:s Djävulsdansen och var 2013 programledare för TV3:s Dokumentär.
2015 var hon sommarvärd i Sveriges Radios program Sommar i P1. Samma år blev hon även utvald till vinterpratare i P1 och en av sommarpratarna i SVT2.
Hon var också med i programmet Tillsammans med Strömstedts i TV4 under våren 2017. 
Sedan 2017 är hon en av de återkommande programledarna för radioprogrammet Karlavagnen.

### Familj

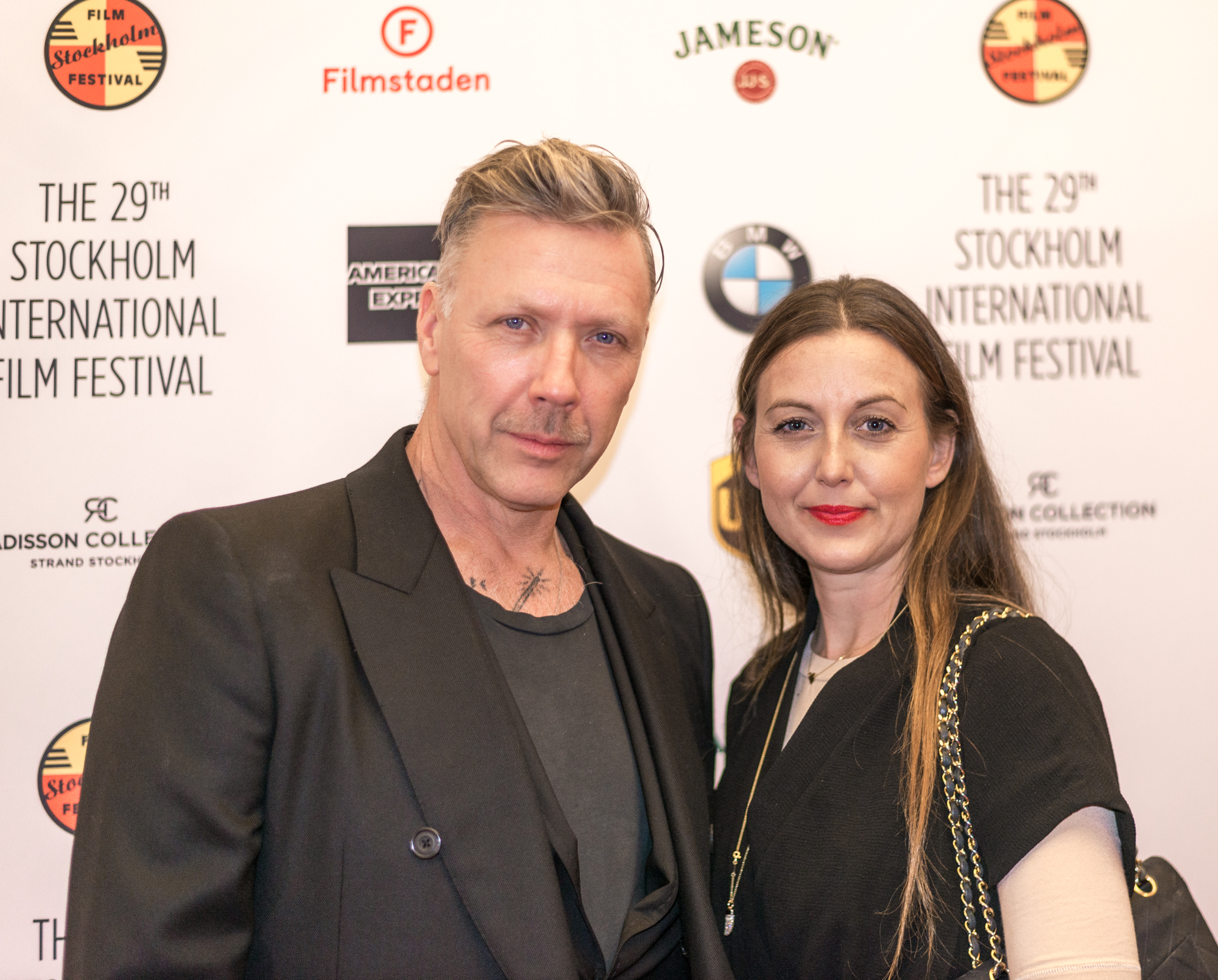
Mikael Persbrandt och Sanna Lundell på Stockholms filmfestival 2018 i samband med världspremiären av Anna Odells film X&Y.

Hon är dotter till Ulf Lundell och Barbro Zackrisson.
Lundell är sambo med Mikael Persbrandt och har tre söner tillsammans med honom. Hon har även en dotter från en tidigare relation med Wille Crafoord.
Fadern Ulf Lundell tillägnade låten "Sanna (nyårsafton Åre 1983)", från skivan Sweethearts, sin dotter. Låten är en cover av Bruce Springsteens "4th of July, Asbury Park (Sandy)".